# Odžaci
Odžaci (in serbo Оџаци?, in ungherese Hódság) è una città e una municipalità del Distretto della Bačka Occidentale nella parte occidentale della provincia autonoma della Voivodina, al confine con la Croazia.